# Rajah-Sulayman-Bewegung
Die Rajah-Sulayman-Bewegung war eine islamistische Terrororganisation auf den Philippinen, die 1991 von Ahmed Santos gegründet wurde. Ihre Mitglieder waren frühere philippinische Christen, die zum Islam konvertierten; der Kampf gegen diese Gruppe stellt einen Hauptkonflikt in dem südostasiatischen Land dar. Der philippinischen Regierung zufolge waren die Kämpfer der Bewegung durch Abu Sajaf und die Jemaah Islamiyah trainiert, finanziert und gelenkt worden.
Die Gruppe war nach Rajah Sulayman III benannt, einem muslimischen König und Herrscher von Manila aus dem 16. Jahrhundert, der während der Kolonisation der Philippinen gegen die Spanier kämpfte. Ähnlich wie bei der Abu Sajaf forderten die Mitglieder der Bewegung die Wiederherstellung der islamischen Regierung.